# Polistes fuscatus
Polistes fuscatus é uma espécie de vespas da família Vespidae.

## Área geográfica
Polistes fuscatus ocorre na América do Norte temperada, da Colúmbia Britânica a leste do Atlântico e sul da Texas

## Habitat
Polistes fuscatus faz ninhos em florestas e savanas. É bastante comum em habitações humanas, especialmente onde a madeira exposta está presente e pode ser usada para material de ninho.
- Regiões de habitat: temperado e terrestre
- Biomas terrestres: savana ou floresta de pastagem
- Outros Habitat: agricultura urbana suburbana

## Reprodução
Machos e fêmeas acasalam no final do verão, após o ninho ter sido abandonado. O veneno das fêmeas atua como um atrativo para os machos, atraindo-os a pelo menos 2 metros de distância.

## Ninhos
Essas vespas coletam materiais vegetais que eles mastigam e colam com a saliva para formar um ninho com células. Um ovo é depositado em cada célula e as larvas em crescimento são alimentadas por adultos no ninho. Arquitetonicamente, pequenas variações no padrão de construção podem resultar em grandes diferenças na forma do ninho.

## Comunicação e Percepção
Como todas as outras vespas sociais, P. fuscatus deve ter vias de comunicação para a construção de ninhos, hierarquias e defesa. Para estabelecer o domínio, uma rainha adota uma série de posturas ameaçadoras que fazem com que seus subordinados se subordinem. Uma glândula produtora de produtos químicos em direção à porção posterior da vespa produz um produto químico que separa os ovos postos pela rainha dos ovos postos pelos trabalhadores. A rainha usa esse produto químico para decidir quais ovos comer e quais ovos permitir crescer.
Estranhos, mesmo que sejam específicas, não são bem-recebidas em um ninho existente e são rapidamente removidas. Como é difícil um estranho  poder ser discernido visualmente ou através da sensação tátil, P. fuscatus depende de sinais químicos. Os feromônios são liberados pelas vespas e os feromônios são específicos para cada ninho.</ref> Os produtos químicos específicos são adquiridos após o nascimento pelas vespas. É extremamente difícil para um indivíduo ser aceito em uma colônia vizinha, a menos que estabeleça uma nova colônia própria.

### Várias rainhas e reconhecimento facial
Essas vespas podem ter pelo menos cinco rainhas em um único ninho, e o reconhecimento facial ajuda as negociações dessas rainhas entre si. Uma análise revelou que as assinaturas mais fortes da seleção foram por genes envolvidos na visão, aprendizado e memória dos insetos - todos os traços envolvidos no reconhecimento facial. O reconhecimento individual é uma característica exclusiva de P. fuscatus e tem sido responsável pelo design diferenciado da seleção.

As rainhas estruturam uma cadeia de importância, com a rainha predominante criando a grande maioria da posteridade. Rainhas subordinadas podem permanecer e pôr alguns ovos ou partir para fabricar suas próprias casas. Em sua batalha pelo domínio, as rainhas brigam entre si. Ao reconhecer os rostos um do outro, as rainhas podem acompanhar quem já foram vencidas ou perderam, o que diminui a agressão no ninho.